# Callicrania
Callicrania är ett släkte av insekter. Callicrania ingår i familjen vårtbitare.
Kladogram enligt Catalogue of Life:
| Callicrania | \| \| Callicrania belarrensis \| \| \| \| \| \| Callicrania demandae \| \| \| \| \| \| Callicrania denticulata \| \| \| \| \| \| Callicrania faberi \| \| \| \| \| \| Callicrania monticola \| \| \| \| \| \| Callicrania plaxicauda \| \| \| \| \| \| Callicrania vicentae \| \| \| \| |
|             | \| \| Callicrania belarrensis \| \| \| \| \| \| Callicrania demandae \| \| \| \| \| \| Callicrania denticulata \| \| \| \| \| \| Callicrania faberi \| \| \| \| \| \| Callicrania monticola \| \| \| \| \| \| Callicrania plaxicauda \| \| \| \| \| \| Callicrania vicentae \| \| \| \| |
|             | Callicrania belarrensis |
|             | |
|             | Callicrania demandae |
|             | |
|             | Callicrania denticulata |
|             | |
|             | Callicrania faberi |
|             | |
|             | Callicrania monticola |
|             | |
|             | Callicrania plaxicauda |
|             | |
|             | Callicrania vicentae |
|             | |